# Еммеріх Янецкі
Еммеріх Янецкі (нім. Emmerich Janetzky; 6 жовтня 1872, Альтштадт — 27 грудня 1954, Бад-Бернек-ім-Фіхтельгебірге) — австро-угорський, австрійський і німецький військовий медик, генерал-майор медичної служби австрійської армії (26 липня 1926) і вермахту (1 липня 1938).

## Біографія
В 1893 році вступив військовим медиком в австро-угорську армію. Учасник Першої світової війни, після завершення якої продовжив службу в австрійській армії. З 1921 року — начальник медичної служби бригади «Штирія». З 1926 року — співробітник Федерального міністерства оборони. В 1928/32 роках — начальник медичної служби сухопутних військ.
1 липня 1938 року переданий в розпорядження вермахту, до 31 травня 1943 року командував 192-м гірським медичним батальйоном. 30 листопада 1943 року звільнений у відставку.

## Нагороди
- Ювілейна пам'ятна медаль 1898
- Ювілейний хрест
- Пам'ятний хрест 1912/13
- Маріанський хрест
- Бронзова і срібна медаль «За військові заслуги» (Австро-Угорщина) з мечами
- Золотий хрест «За цивільні заслуги» (Австро-Угорщина) з короною
- Почесний знак Австрійського Червоного Хреста, офіцерський хрест з військовою відзнакою
- Орден Франца Йосифа
  - лицарський хрест з військовою відзнакою і мечами
  - офіцерський хрест з військовою відзнакою
- Військовий Хрест Карла
- Орден Заслуг pro Merito Melitensi, офіцерський хрест
- Медаль Червоного Хреста (Пруссія) 3-го класу
- Залізний хрест 2-го класу
- Пам'ятна військова медаль (Австрія) з мечами
- Почесний хрест ветерана війни з мечами
- Медаль «За вислугу років у Вермахті» 4-го, 3-го, 2-го і 1-го класу (25 років)